# Santiago Molina
Santiago Molina (San Francisco, Provincia de Córdoba, Argentina; 1 de abril de 1996) es un futbolista argentino. Juega como marcador central. Actualmente se encuentra sin equipo. 

## Clubes
| Club                   | País      | Año       |
| ---------------------- | --------- | --------- |
| Cerro Porteño          | Paraguay  | 2016-2018 |
| Montevideo City Torque | Uruguay   | 2018-2019 |
| Magallanes             | Chile     | 2020      |
| Sportivo Belgrano      | Argentina | 2021-2022 |
| Olancho Fútbol Club    | Honduras  | 2022-2023 |

## Palmarés
| Título                       | Club                   | País    | Año  |
| ---------------------------- | ---------------------- | ------- | ---- |
| Segunda División Profesional | Montevideo City Torque | Uruguay | 2019 |